# 實賢
实贤（1686年—1734年），字思齐，号省庵，江苏常熟人，清朝佛教高僧，净土宗第十一祖。長居杭州梵天寺，人稱「梵天省庵」。
实贤15岁出家，24岁受具足戒，后参学于绍昙，学习唯识、《楞严经》、《摩诃止观》。后到真寂寺闭关学习三载，应诸方丛林邀请，讲学十余年。历住鄮山阿育王寺、杭州迁林寺等。晚年专修净土。雍正十二年（1733）圆寂。著有《净土诗》、《西方发愿文注》、《续往生传》、《涅槃忏》、《劝发菩提心文》等。